# Witaj-Sprachzentrum
Das Witaj-Sprachzentrum (obersorbisch Rěčny centrum Witajⓘ, niedersorbisch Rěcny centrum Witaj) ist eine im Jahr 2001 gegründete eigenständige Abteilung des sorbischen Dachverbandes Domowina, die sich mit der Erhaltung und Revitalisierung der beiden sorbischen Sprachen (obersorbisch und niedersorbisch) beschäftigt. Das Witaj-Sprachzentrum besteht aus einer Zentrale in Bautzen und einer Filiale in Cottbus.
Auftrag des Zentrums ist es, Aktivitäten und Veranstaltungen zum Erhalt und zur Verbreitung der beiden sorbischen Sprachen zu entwickeln und durchzuführen. Dabei steht die lebendige und authentische Vermittlung der sorbischen Sprache in Kindergärten und Schulen im Vordergrund. Kinder und Jugendliche haben hier die Möglichkeit, die Sprache auf höchstem Niveau zu erlernen.
Das Witaj-Sprachzentrum verbreitet das Sorbische in den Kindergärten durch das gleichnamige Immersionsprogramm Witaj. In den Schulen Sachsens wird das 2-Plus-Projekt betrieben, das durch das Sprachzentrum Witaj unterstützt wird. 2-Plus steht für zwei Sprachen – Sorbisch und Deutsch – plus Fremdsprachen. In Brandenburg wird das Niedersorbische als Fremdsprache, als Zweitsprache und durch den bilingualen Unterricht verbreitet.
Das Witaj-Sprachzentrum hilft bei der Verbreitung dieser Bildungsprogramme durch Lehrbücher, digitale Lernangebote und weitere Materialien sowie Workshops für Schüler und Lehrer. Außerdem gibt es die monatliche Kinderzeitschrift Płomjo (obersorbisch) bzw. Płomje (niedersorbisch) heraus.

## Weblink
- Offizielle Website (deutsch, obersorbisch, niedersorbisch)